# Joan Ramon Folc IV de Cardona
Joan Ramon Folc IV de Cardona (1446 - Arbeca, 1513) fou comte de Cardona (1486-1491), després primer duc de Cardona (1491-1513), primer marquès de Pallars Sobirà (1491-1513), comte de Prades, vescomte de Vilamur (1486-1513) i baró d'Entença (1486-1513).

## Antecedents familiars
Fill de Joan Ramon Folc III de Cardona i de Joana d'Urgell, filla de Jaume II el Dissortat. Joana tenia una germana (Isabel d'Urgell) casada amb Pere de Portugal, duc de Coïmbra, matrimoni del qual hagueren el conestable Pere de Portugal.

## Núpcies i descendents
El 1467 es va casar amb Aldonza Enríquez y Quiñones, germanastra de Joana Enríquez i tieta de Ferran el Catòlic. Van tenir els següents fills:
- Joanna de Cardona, casada amb Antonio Manrique de Lara. Morta en 1547.
- Antoni de Cardona i Enríquez, virrei de l'illa i regne de Sardenya, casat amb Maria de Requesens. Mort en 1555.
- Lluís, arquebisbe de Tarragona (1531-1532) i president de la Generalitat de Catalunya (1524-1527).
- Alfons de Cardona, casat amb Aldonça de Terré, filla d'en Francesc de Terré. Mort en desembre de 1522.
- Enric de Cardona i Enríquez (1485-1530), bisbe de Barcelona (1505-1512).
- Elisabet de Cardona, casada el 1503 amb el comte de Ribagorça, Alfons VII de Ribagorça. Morta el 6 de juliol de 1512.
- Ferran I Joan Ramon Folc de Cardona, l'hereu. Es casà amb Francisca Manrique de Lara.
- Aldonça de Cardona (+1532), casada amb Miquel Ximénez d'Urrea i Ferrandis d'Híxar (1479-1546), II comte d'Aranda.[1]
- Teresa de Cardona i Enríquez, fou proposada per Ferran II com a esposa per Llorenç II de Mèdici, casament que no s'efectuà i acabà com abadessa del Monestir de Pedralbes. Morí en 1562.
- Pere de Cardona i Enríquez, casat amb Joana de Requessens. Lloctinent General del Principat de Catalunya. Mort en 1546.

Amb una dama valenciana va tenir un fill natural:
- Jaume de Cardona, comanador de Sant Jaume, casat amb Caterina de Rocabertí titular de la baronia de Sant Mori.

Un altre fill il·legítim del qual s'ignora la mare:
- Joan de Cardona (bisbe). S'havia casat vers el 1513 amb Lluïsa de Blanes i de Sentmenat. La seva filla Helena, que es casà amb Guillem de Josa, senyor de Madrona, heretà la torre Pallaresa. Deixà també una filla natural, Lluïsa, que es casà amb el baró de Rocafort, Joan d'Armengol.[2]

## Guerra civil (1462-1472)

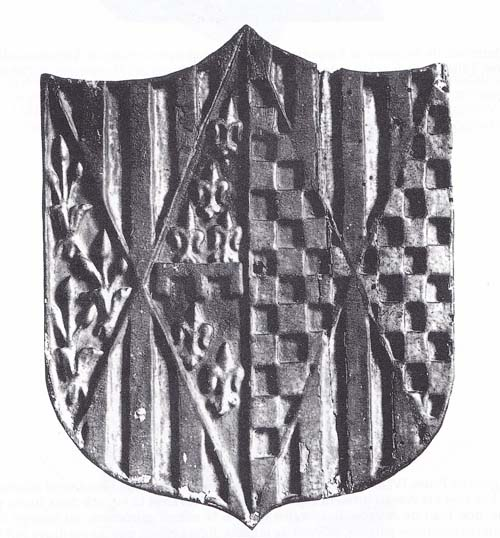
Talla de fusta amb les armes del duc de Cardona

Establí el Setge de Cervera a principis de gener de 1465 en nom de Joan el Sense Fe, i quan Pere de Portugal va saber que anava a rebre el reforç d'un nou contingent manat pel joveníssim príncep hereu Ferran, de només tretze anys d'edat, va partir de Vic on havia establert la seva caserna general en direcció a Cervera. L'exèrcit realista va sortir al seu encontre i el xoc entre tots dos es va produir en camp obert el 28 de febrer entre Prats de Rei i Calaf, on Pere fou derrotat, fet que va suposar deixar de gaudir de la confiança de les autoritats catalanes,
El 1466, després de la mort del comte Pere IV de Barcelona (cosí germà seu i net de Jaume II d'Urgell), el Consell del Principat de Catalunya el proposen com a rei d'Aragó i comte de Barcelona, ja que ell era també net de Jaume II d'Urgell el Dissortat. Va mantenir-se fidel als Trastàmara i en va declinar la proposició. El rei Joan II dit el Sense Fe li concertà casar-se amb una germanastre de la reina Joana, Aldonça Enríquez (filles totes dues de Frederic Enríquez però de mares diferents) gràcies a la seva fidelitat. Aleshores li atorgà el títol de Gran Conestable i Almirall de Catalunya i Aragó en el 1467. Amb aquest títol quedava per sota del rei i dels prínceps en la línia de poder. Com el seu pare, a l'esclatar la Guerra civil catalana va fer costat al rei Joan i va defensar al príncep Ferran i a la reina Joana Enríquez al Setge de la Força Vella de Girona (1462). Va ser fet presoner a la batalla de Viladamat i alliberat tres anys després. Entre el 1473 i el 1476, actuà com a diputat juntament amb en Joan de Ribes, abat de la Real de Perpinyà. Va ser diputat del General pel braç militar al trienni 1473-1476.

## Guerra dels Pallars (1482-1488)
El 1482 Hug Roger III de Pallars Sobirà, cosí seu, s'aixecà en armes contra el rei Ferran el Catòlic i ocupà la Vall d'Aran i la baronia d'Erill, atacant també les terres del bisbat d'Urgell i les del vescomtat de Vilamur pertanyents als Cardona. El rei des de Còrdova estant donà via lliure als nobles circumdants perquè ataquessin el comte de Pallars Sobirà i que els seus dominis passessin a mans del comte de Cardona i Prades. Primer va caure Ponts, després Salàs i Aramunt, fins que tots els dominis comtals passaren a Joan Ramon Folc IV de Cardona. En finir la guerra el rei li concedí el títol de Marquesat de Pallars Sobirà i elevà la dignitat (títol) sobre Cardona a la categoria de Duc de Cardona.

## Virrei de Nàpols
L'any 1505 és nomenat virrei de Nàpols (el seu pare Joan Ramon Folc III de Cardona havia estat virrei de Sicília entre 1477-1479, tot i que dos anys més tard el rei el fa tornar a Catalunya.

## Escut d'armes dels ducs de Cardona
Armes del duc de Cardona:
«Escut partit:
- 1: quarterat en sautor: 1 i 4) en camper d'or quatre pals de gules (Aragó); 2) en camper de gules tres cards d'or (Cardona); 3) camper d'atzur sembrat de flors de lis d'or i lambel de tres penjants de gules en cap (Anjou);
- 2: quarterat en sautor: 1 i 4) en camper d'or quatre pals de gules (Aragó); 2 i 3) escacat d'or i Sable (Urgel)»